# Roderick Williams
Roderick Williams, detto Rod (Monroe, 27 maggio 1987), è un giocatore di football americano statunitense che gioca nel ruolo di cornerback per i Saskatchewan Roughriders della Canadian Football League (CFL). Non selezionato nell'ambito del Draft NFL 2010, fu in seguito ingaggiato dagli Edmonton Eskimos della CFL. Al college giocò a football per la Alcorn State University.

## Carriera universitaria
Titolare nelle ultime tre stagioni con i Braves, Williams nell'ultima stagione come senior mise a segno 27 tackle, 7 passaggi deviati e ritornò 13 punt a una media di 13,8 yard l'uno.

## Carriera professionistica

### Edmonton Eskimos
Pronosticato come free agent al termine del Draft NFL 2010 Williams non disattese le previsioni, venendo tuttavia ingaggiato dagli Eskimos, squadra della CFL. Ad Edmonton giocò per tre stagioni mettendo a segno un totale di 111 tackle e 11 intercetti venendo inserito tra le All-Stars della West Division nel 2011, stagione in cui mise a segno 44 tackle e 6 intercetti.

### Minnesota Vikings
Il 12 febbraio 2013 i Minnesota Vikings, formazione della National Football League, annunciarono il suo ingaggio con accordo triennale. Williams fu poi svincolato assieme ad altri 12 giocatori nella prima sessione di sfoltimento del roster prima dell'inizio della stagione regolare.

### Saskatchewan Roughriders
Il 1º ottobre 2013 fece ritorno nella CFL, venendo ingaggiato dai Saskatchewan Roughriders con i quali chiuse la stagione trionfando nella 101ª edizione della Grey Cup.

## Vittorie e premi

### Franchigia
- Grey Cup: 1

Saskatchewan Roughriders: 101ª Grey Cup

### Individuale
- CFL West Division All-Stars: 1

2011